# Luis Riveros Valenzuela
Luis Enrique Riveros Valenzuela (Isla Umbú, Paraguay; 24 de marzo de 1998) es un futbolista paraguayo que juega como delantero y actualmente se desempeña en Audax Italiano de la Primera División de Chile.

## Trayectoria
Oriundo de Isla Umbú, una localidad rural del sur del Paraguay. Fue invitado a jugar en la  selección del Departamento de Pilar, más no contaba con el dinero para trasladarse a donde se entrenaba. Luego, jugó en el club amateur 3 Corrales.
Fue visto por el exjugador Carlos Guirland, quien le obtuvo una prueba en Universidad de Concepción en 2016, donde finalmente quedó. En 2017 fue cedido a Naval.
Retornó al cuadro universitario para la temporada 2018, en la cual tuvo un buen rendimiento, convirtiendo 5 goles. La temporada 2019 prácticamente la pasó en blanco: en verano tuvo una lesión del cuarto metatarsiano del pie izquierdo en pretemporada, de la que recayó en la llave de Copa Libertadores contra Vasco da Gama, por lo cual permaneció como no inscrito el primer semestre para el torneo nacional, hasta que el fin del préstamo de Guido Vadalá, quien retornó a su club de origen, Boca Juniors, permitió su reinscripción; sin embargo, en el minuto 21 del partido de su retorno (contra Coquimbo Unido), tras caerle un rival sobre él, sufrió una fractura de peroné en su pierna derecha, que lo tuvo todo el resto del año fuera.
Para la temporada 2020, tras no ser considerado por el nuevo entrenador auricielo, Eduardo Mario Acevedo, fue cedido a primero a Deportes Colchagua y posteriormente a Arturo Fernández Vial, donde se coronó campeón de la Segunda División Profesional.
Para el 2021 retorna al Campanil y se hace con un lugar en la delantera tras la partida de Cecilio Waterman, teniendo una buena temporada con el cuadro universitario en Primera B, siendo el segundo goleador del equipo en el torneo, con 9 tantos y despertando el interés de equipos de Primera División. Es así como el 2022 es anunciado como nuevo refuerzo de Audax Italiano de la Primera División.
Tras una temporada y media defendiendo la camiseta del conjunto itálico, en julio de 2023 es anunciada su cesión a Cerro Porteño de la Primera división paraguaya, siendo cedido con opción de compra., en lo que será su primera experiencia profesional en su país natal.

## Estadísticas
| Club                              | Div.          | Temporada     | Liga  | Liga  | Copas nacionales | Copas nacionales | Torneos internacionales | Torneos internacionales | Total | Total |
| Club                              | Div.          | Temporada     | Part. | Goles | Part.            | Goles            | Part.                   | Goles                   | Part. | Goles |
| --------------------------------- | ------------- | ------------- | ----- | ----- | ---------------- | ---------------- | ----------------------- | ----------------------- | ----- | ----- |
| Universidad de Concepción · Chile | 1.ª           | 2016-17       | 3     | 0     | —                | —                | —                       | —                       | 3     | 0     |
| Naval · Chile                     | 3.ª           |               |       |       |                  |                  |                         |                         |       |       |
| Naval · Chile                     | 3.ª           | 2017          | 6     | 3     | —                | —                | —                       | —                       | 6     | 3     |
| Naval · Chile                     | Total club    | Total club    | 6     | 3     | 0                | 0                | 0                       | 0                       | 6     | 3     |
| Universidad de Concepción · Chile | 1.ª           | 2018          | 20    | 5     | 1                | 0                | 1                       | 0                       | 22    | 5     |
| Universidad de Concepción · Chile | 1.ª           | 2019          | 1     | 0     | —                | —                | —                       | —                       | 1     | 0     |
| Universidad de Concepción · Chile | 1.ª           | 2020          | 0     | 0     | —                | —                | —                       | —                       | 0     | 0     |
| Arturo Fernández Vial · Chile     | 3.ª           |               |       |       |                  |                  |                         |                         |       |       |
| Arturo Fernández Vial · Chile     | 3.ª           | 2020          | 17    | 3     | —                | —                | —                       | —                       | 17    | 3     |
| Arturo Fernández Vial · Chile     | Total club    | Total club    | 17    | 3     | 0                | 0                | 0                       | 0                       | 17    | 3     |
| Universidad de Concepción · Chile | 2.ª           | 2021          | 25    | 9     | —                | —                | —                       | —                       | 25    | 9     |
| Universidad de Concepción · Chile | Total club    | Total club    | 49    | 14    | 1                | 0                | 1                       | 0                       | 51    | 14    |
| Audax Italiano · Chile            | 1.ª           | 2022          | 23    | 5     | 3                | 0                | 1                       | 0                       | 27    | 5     |
| Audax Italiano · Chile            | 1.ª           | 2023          | 16    | 2     | 3                | 1                | 7                       | 0                       | 22    | 3     |
| Cerro Porteño Paraguay            | 1.ª           | 2023          | 8     | 0     | —                | —                | —                       | —                       | 8     | 0     |
| Cerro Porteño Paraguay            | 1.ª           | 2024          | 7     | 0     | —                | —                | 1                       | 0                       | 8     | 0     |
| Cerro Porteño Paraguay            | Total club    | Total club    | 15    | 0     | 0                | 0                | 1                       | 0                       | 16    | 0     |
| Tacuary Paraguay                  | 1.ª           | 2024          | 17    | 0     | —                | —                | —                       | —                       | 17    | 0     |
| Tacuary Paraguay                  | Total club    | Total club    | 17    | 0     | 0                | 0                | 0                       | 0                       | 17    | 0     |
| Audax Italiano · Chile            | 1.ª           | 2025          | 0     | 0     | 0                | 0                | —                       | —                       | 0     | 0     |
| Audax Italiano · Chile            | Total club    | Total club    | 39    | 7     | 6                | 1                | 8                       | 0                       | 53    | 8     |
| Total carrera                     | Total carrera | Total carrera | 143   | 27    | 7                | 1                | 10                      | 0                       | 153   | 28    |
| 1. 2. 3.                          |               |               |       |       |                  |                  |                         |                         |       |       |

## Palmarés

### Campeonatos nacionales
| Título                       | Equipo         | País  | Año  |
| ---------------------------- | -------------- | ----- | ---- |
| Segunda División Profesional | Fernández Vial | Chile | 2020 |